# Contagem
Contagem är en industristad och kommun i östra Brasilien och ligger i delstaten Minas Gerais. Kommunen ingår i Belo Horizontes storstadsområde och har cirka 640 000 invånare. Contagem grundades 1716 och fick kommunrättigheter den 20 augusti 1911.

## Administrativ indelning
Kommunen var år 2010 indelad i två distrikt:
- Contagem (cirka 60 % av folkmängden)
- Parque Industrial (cirka 40 % av folkmängden)

## Befolkningsutveckling
| Område      | Areal (km²)   | Invånarantal 1 augusti 2000 | Invånarantal 1 augusti 2010 | Invånarantal 1 juli 2014 |
| ----------- | ------------- | --------------------------- | --------------------------- | ------------------------ |
| Kommun      | 195,27        | 538 017                     | 603 442                     | 643 476                  |
| Centralort¹ | Ingen uppgift | 533 330                     | 601 400                     | Ingen uppgift            |

¹Inklusive Parque Industrial.